# David Siegel
David Alan Siegel (Chicago, Illinois, 3 de mayo de 1935 - 5 de abril de 2025) fue un empresario estadounidense que fundó Westgate Resorts Ltd, una empresa de complejos turísticos de tiempo compartido con sede en Florida, donde se desempeña como presidente y director ejecutivo. Tenía nueve hijos biológicos y dos hijos adoptivos. Siegel era CEO de CFI Resorts Management Inc. y Central Florida Investments Inc. y sus otros negocios incluyen bienes raíces, construcción, administración de hoteles y departamentos, servicios de viajes, seguros, transporte y venta minorista.[cita requerida]
Siegel, su esposa Jackie, y su casa de Versalles, un proyecto de construcción residencial de 90.000 metros cuadrados en Florida, fueron el tema del documental de 2012, The Queen of Versalles.
Siegel era el dueño de los Orlando Predators, un equipo de fútbol americano en campo cubierto. También compró el Cocoa Beach Pier y el Las Vegas Hotel (LVH).

## Biografía
Siegel nació en una familia judía en Chicago, hijo de Sadelle y Sid Siegel, un vendedor, que trasladó la familia y el negocio de abarrotes a Miami en 1945. Siegel creció en Florida, donde se graduó en el Miami Senior High School en 1953, y luego estudió marketing y administración en la Universidad de Miami, carrera que luego abandonó sin completar.
En marzo de 1961, Siegel se casó con Geraldine Florence Sanstrom. La pareja tuvo tres niños. Su matrimonio terminó en 1968. En 1970, Siegel se casó con Betty Tucker y se mudó de Miami a Orlando. Se divorciaron en 1997 y él siguió siendo el padre con custodia de todos los niños. Conoció a su actual esposa Jackie Siegel en 1998. Aunque ella no era judía, se casaron en una ceremonia judía.
Las empresas, la familia y la vida personal de Siegel se vieron negativamente afectadas por la crisis financiera de 2008, como se vio en el documental The Queen of Versailles.
El 6 de junio de 2015, la hija de Siegel, Victoria Siegel, de 18 años, fue encontrada inconsciente en su casa en Windermere, luego de ser llevada al hospital, fue declarada muerta. Posteriormente se determinó que la causa de la muerte era una sobredosis de drogas, lo que lo motivó a abogar contra el abuso de drogas.

## En la política
Siegel hizo campaña por George W. Bush en 2000.
Durante las elecciones de 2012 en Estados Unidos, Siegel provocó controversia y debate público cuando envió un correo electrónico masivo a sus empleados, sugiriendo que votaran por Mitt Romney, candidato del Partido Republicano, y en caso contrario, tomaría medidas drásticas sobre cómo operaba la empresa (incluido el recorte) de su compañía. En enero de 2015, se observó que su compañía había experimentado "el mejor año de nuestra historia" y elevó el salario mínimo de su empresa a 10 dólares por hora.

## Acoso sexual a Dawn Myers
En 2008, Siegel fue declarado responsable en una demanda por acoso sexual presentada por la exempleada de Westgate, Dawn Myers. Después de un juicio en el Tribunal de Distrito de los Estados Unidos para el Distrito Medio de Florida, el jurado otorgó 5.4 millones de dólares, pero el juez redujo la compensación a 610,000 dólares. En la adjudicación del juicio, Myers obtuvo 103,622 dólares en daños compensatorios y 506,847 dólares en daños punitivos derivados de su demanda de agresión bajo la ley estatal, pero sus reclamos de acoso sexual fueron prescritos. El Tribunal de Apelaciones de Estados Unidos para el Undécimo Circuito desestimó una apelación y una apelación cruzada, afirmando la sentencia del tribunal de distrito.

## The Queen of Versailles
The Queen of Versailles es un galardonado documental estadounidense de 2012 de Lauren Greenfield. La película muestra a Jackie Siegel y David Siegel, dueños de Westgate Resorts, y su familia mientras intentan construir la casa Versailles, la casa unifamiliar más grande y cara de Estados Unidos, y la crisis que enfrentan a medida que la economía de Estados Unidos.
La película también muestra a Siegel intentando y no conservando la propiedad del complejo turístico de gran altura de Westgate en Las Vegas, el PH Towers Westgate. El hijo de Siegel y alto ejecutivo de Westgate, Richard, fue citado diciendo que la determinación de David Siegel de no perder la PH Tower fue una fuente importante de problemas financieros de la compañía entre 2009 y 2011. El 22 de noviembre de 2011, una participación de control en la propiedad fue vendida a Resort Finance America LLC.
El 10 de enero de 2012, David Siegel y Westgate Resorts, Ltd presentaron una demanda en Florida contra el Sundance Institute y los cineastas de The Queen of Versailles, alegando que la descripción de la película publicada por Sundance era difamatoria. El 23 de enero de 2013, el Juez de la Corte de Distrito de los Estados Unidos Conway del Distrito Medio de Florida ordenó la suspensión de la demanda pendiente de arbitraje. En su orden, el juez Conway dijo que el testimonio ofrecido anteriormente por el Sr. Siegel durante las audiencias judiciales era "inconsistente e increíble y, por lo tanto, carecía de peso".
El asunto fue posteriormente escuchado ante un árbitro de la Alianza Independiente de Cine y Televisión (IFTA) en junio de 2013. El 13 de marzo de 2014, el árbitro otorgó a favor de los realizadores, Lauren Greenfield y Frank Evers, incluyendo una orden donde establecía que David Siegel y Westgate Resort deberían pagar 750,000 dólares a los cineastas.
El árbitro escribió en el laudo: "Habiendo visto las partes supuestamente atroces de la película en numerosas ocasiones, [el árbitro] simplemente no encuentra que el contenido de la película sea falso". El árbitro también escribió que Westgate no había mostrado cómo fue dañado por el documental. Finalmente, el árbitro escribió que Westgate "no estableció remotamente el tipo de malicia requerida para un reclamo de difamación en nombre de una figura pública".
Una segunda demanda presentada por David Siegel (y Jackie Siegel) en febrero de 2013, contra los cineastas de The Queen of Versalles, fue escuchada posteriormente por Greg Derin, de la Asociación Estadounidense de Arbitraje en Los Ángeles. El 28 de febrero de 2014, Derin dictaminó que el acuerdo de los cineastas con la familia, relacionado con ciertos derechos de vida, era "inválido y no exigible". El intento de los Siegel de demandar por 5 millones de dólares en daños también fue desestimado por Derin.

## Mystery Fun House
Siegel fue uno de los fundadores de Mystery Fun House, que fue una atracción en Orlando, Florida, que se inauguró el 28 de marzo de 1976 y funcionó hasta 2001. Se encontraba cerca de International Drive, en Major Boulevard, justo al otro lado del Universal Orlando Resort. Con el tiempo, la casa de diversiones se expandió para incluir una instalación de etiqueta láser, una sala de juegos electrónicos, un mini campo de golf con temática de dinosaurios y otras atracciones. También produjo una película dentro de la MFH llamada Night Terror en 2002. Interpretó el talento local, pero también incluyó a Jeff Speakman y Al Lewis (The Munsters).